# Raisa Diemientjewa
Raisa Fiodorowna Diemientjewa (ros. Раиса Фёдоровна Дементьева, ur. 14 kwietnia 1925) – radziecka działaczka partyjna.

## Życiorys
Od 1947 aktywistka Komsomołu, od 1948 członek WKP(b), od 1952 funkcjonariuszka partyjna, 1957 ukończyła Moskiewski Instytut Ekonomiczno-Statystyczny. Od grudnia 1960 do 27 października 1980 sekretarz Komitetu Miejskiego KPZR w Moskwie, od 31 października 1961 do 29 marca 1966 członek Centralnej Komisji Rewizyjnej KPZR. Od 8 kwietnia 1966 do 24 lutego 1976 zastępca członka, a od 5 marca 1976 do 25 lutego 1986 członek KC KPZR, od 27 października 1980 do stycznia 1986 II sekretarz Komitetu Miejskiego KPZR w Moskwie, następnie na emeryturze. Deputowana do Rady Najwyższej ZSRR 10 i 11 kadencji.